# كأس الأرجنتين 1969
كأس الأرجنتين 1969 (بالإسبانية: Copa Argentina 1969)‏ هو الموسم 1 من كأس الأرجنتين. أقيم خلال الفترة 6 فبراير 1969 وحتى 27 يوليو 1969، وأشرف على تنظيمه اتحاد الأرجنتين لكرة القدم، وكان عدد الأندية المشاركة فيه 32، وفاز فيه بوكا جونيورز.